# Луњевац
Луњевац је насељено место града Смедерева у Подунавском округу. Настао је као заселак Селевца (општина Смедеревска Паланка) исељавањем Селевчана на своја трла (имања која су настала крчењем храстових шума и на којима се обично држала стока (нарочито свиње, јер је жира било у изобиљу). Према попису из 2022. има 428 становника (према попису из 2011. било је 563 становника).

## Историја
Статус посебног насеља добија тек 1946. године, када још увек припада општини Азања. Тек административном реорганизацијом из 1964. године, када су укинути срезови, Луњевац припада општини Смедерево, где се и сада налази. Луњевац, као и већина села у Шумадији, полако изумире, што се види и из податка да школске 2006/2007. године у сва четири разреда има 15 ђака, са тенденцијом даљег опадања. Становништво се претежно бави пољопривредом (воћарство) иако је терен погодан за ратарство и сточарство, што је и било главно занимање пре 20–25 година.
У Луњевачкој шуми је 6. јула 1979. откривен споменик сељаку-партизанском сараднику.

## Демографија
У насељу Луњевац живи 482 пунолетна становника, а просечна старост становништва износи 45,1 година (44,3 код мушкараца и 45,9 код жена). У насељу постоји 161 домаћинство, а просечан број чланова по домаћинству је 3,50.
Ово насеље је великим делом насељено Србима (према попису из 2002. године), а у последња три пописа, примећен је пад у броју становника.
|  |

| Демографија | Демографија | Демографија |
| Година      | Становника  | Становника  |
| ----------- | ----------- | ----------- |
| 1948.       | 733         |             |
| 1953.       | 770         |             |
| 1961.       | 790         |             |
| 1971.       | 769         |             |
| 1981.       | 753         |             |
| 1991.       | 722         | 685         |
| 2002.       | 607         | 659         |
| 2011.       | 563         |             |
| 2022.       | 428         |             |

| Етнички састав према попису из 2002.‍ | Етнички састав према попису из 2002.‍ | Етнички састав према попису из 2002.‍ | Етнички састав према попису из 2002.‍ | Етнички састав према попису из 2002.‍ |
| ------------------------------------ | ------------------------------------ | ------------------------------------ | ------------------------------------ | ------------------------------------ |
|                                      |                                      |                                      |                                      |                                      |
| Срби                                 | Срби                                 |                                      | 594                                  | 97,85%                               |
| Југословени                          | Југословени                          |                                      | 6                                    | 0,98%                                |
| Хрвати                               | Хрвати                               |                                      | 1                                    | 0,16%                                |
| Македонци                            | Македонци                            |                                      | 1                                    | 0,16%                                |
| непознато                            | непознато                            |                                      | 1                                    | 0,16%                                |

| Година пописа     | 1948. | 1953. | 1961. | 1971. | 1981. | 1991. | 2002. |
| ----------------- | ----- | ----- | ----- | ----- | ----- | ----- | ----- |
| Број домаћинстава | 137   | 141   | 166   | 176   | 176   | 176   | 163   |

| Број чланова      | 1  | 2  | 3  | 4  | 5  | 6  | 7  | 8 | 9 | 10 и више | Просек |
| ----------------- | -- | -- | -- | -- | -- | -- | -- | - | - | --------- | ------ |
| Број домаћинстава | 28 | 28 | 17 | 33 | 21 | 19 | 15 | 2 | 0 | 0         | 3,72   |

| Пол    | Укупно | Неожењен/Неудата | Ожењен/Удата | Удовац/Удовица | Разведен/Разведена | Непознато |
| ------ | ------ | ---------------- | ------------ | -------------- | ------------------ | --------- |
| Мушки  | 265    | 65               | 171          | 22             | 7                  | 0         |
| Женски | 252    | 32               | 171          | 46             | 3                  | 0         |
| УКУПНО | 517    | 97               | 342          | 68             | 10                 | 0         |

| Пол    | Укупно                    | Пољопривреда, лов и шумарство | Рибарство                            | Вађење руде и камена | Прерађивачка индустрија       |
| ------ | ------------------------- | ----------------------------- | ------------------------------------ | -------------------- | ----------------------------- |
| Мушки  | 151                       | 98                            | 0                                    | 0                    | 25                            |
| Женски | 101                       | 75                            | 0                                    | 0                    | 8                             |
| УКУПНО | 252                       | 173                           | 0                                    | 0                    | 33                            |
| Пол    | Производња и снабдевање   | Грађевинарство                | Трговина                             | Хотели и ресторани   | Саобраћај, складиштење и везе |
| Мушки  | 0                         | 1                             | 7                                    | 2                    | 3                             |
| Женски | 0                         | 1                             | 8                                    | 0                    | 1                             |
| УКУПНО | 0                         | 2                             | 15                                   | 2                    | 4                             |
| Пол    | Финансијско посредовање   | Некретнине                    | Државна управа и одбрана             | Образовање           | Здравствени и социјални рад   |
| Мушки  | 0                         | 4                             | 5                                    | 2                    | 4                             |
| Женски | 0                         | 4                             | 0                                    | 2                    | 1                             |
| УКУПНО | 0                         | 8                             | 5                                    | 4                    | 5                             |
| Пол    | Остале услужне активности | Приватна домаћинства          | Екстериторијалне организације и тела | Непознато            | Непознато                     |
| Мушки  | 0                         | 0                             | 0                                    | 0                    | 0                             |
| Женски | 0                         | 0                             | 0                                    | 1                    | 1                             |
| УКУПНО | 0                         | 0                             | 0                                    | 1                    | 1                             |